# Ruski Hejivci
Ruski Hejivci, ukrajinsky Руські Геївці, maďarsky Oroszgejőc, jsou částí obce Velyki Hejivci, v surtské venkovské komunitě, v okrese Užhorod, v Zakarpatské oblasti Ukrajiny.  V roce 2025 zde žilo 126 obyvatel.

## Historie
Ves byla původně součástí Uherska. Po uzavření Trianonské smlouvy byla součástí Československa. V roce 1945 byla připojena k Ukrajinské SSR, která byla součástí Sovětského svazu; nakonec od roku 1991 je součástí samostatné Ukrajiny.